# Célula de Purkinje

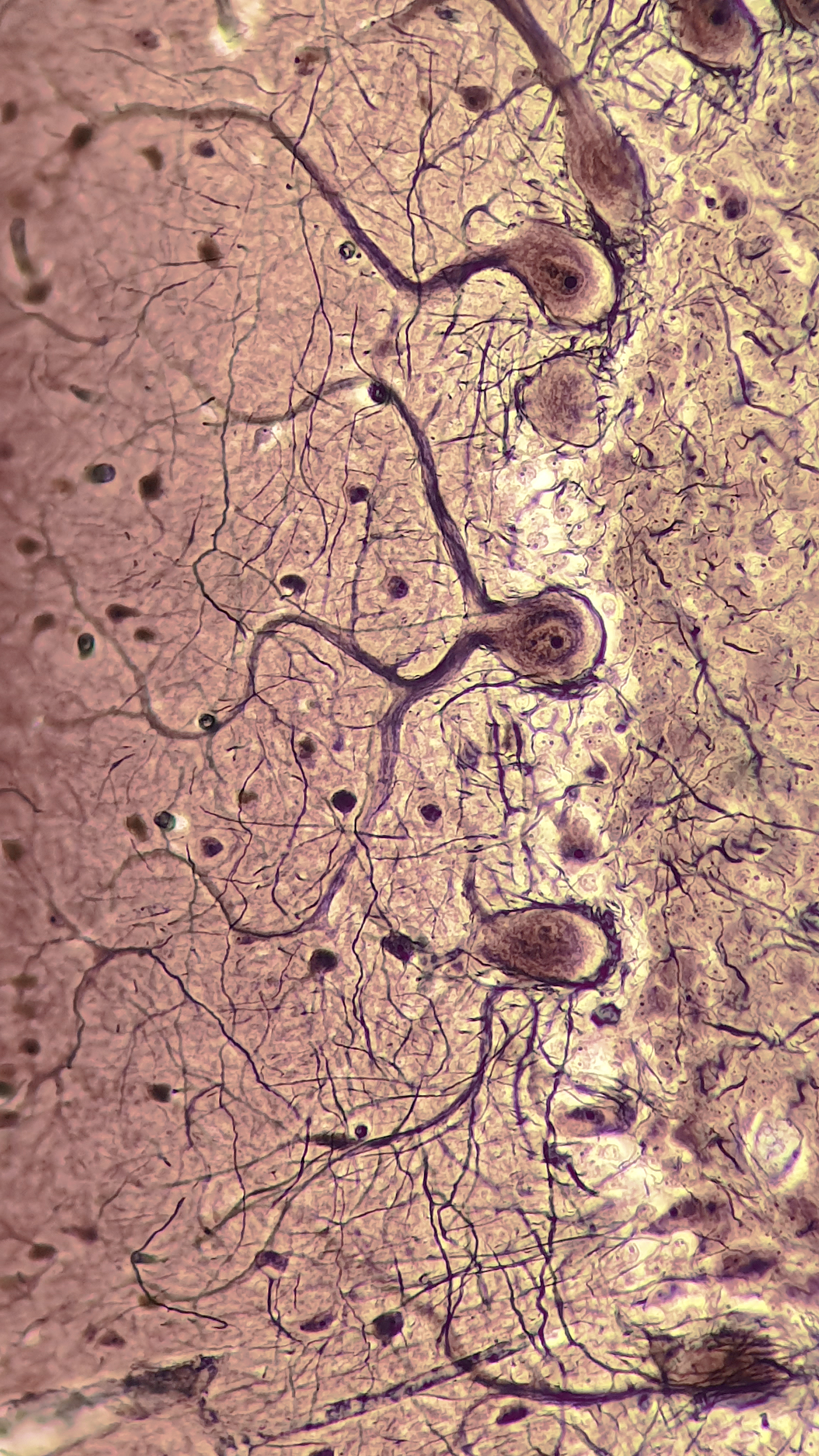
Células de Purkinje no cerebelo

As células de Purkinje, ou neurônios de Purkinje, são uma classe de neurônios inibitórios GABAérgicos localizados no cerebelo. Eles são nomeados em homenagem ao seu descobridor, o anatomista tcheco Jan Evangelista Purkyně, que caracterizou as células em 1839.

## Estrutura

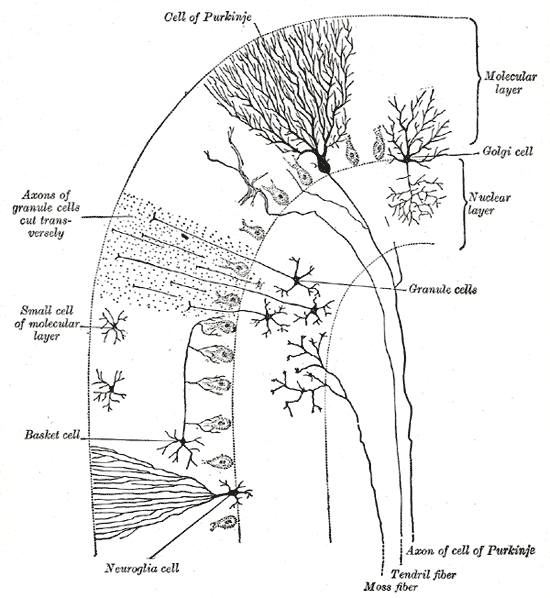
Corte transversal de um folium cerebelar. (Célula de Purkinje marcada na parte superior central.)

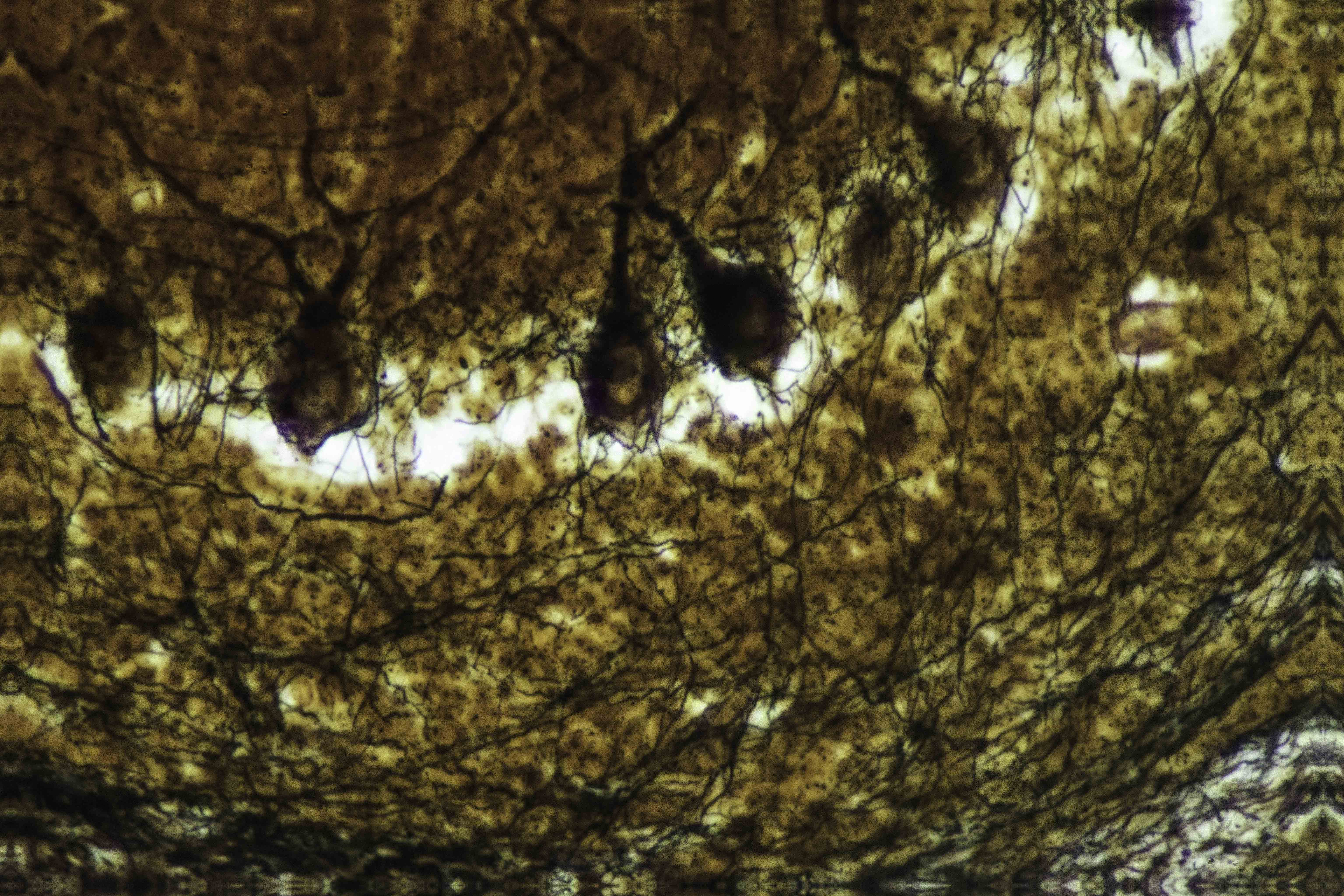
Coloração de prata do cerebelo mostrando células de Purkinje

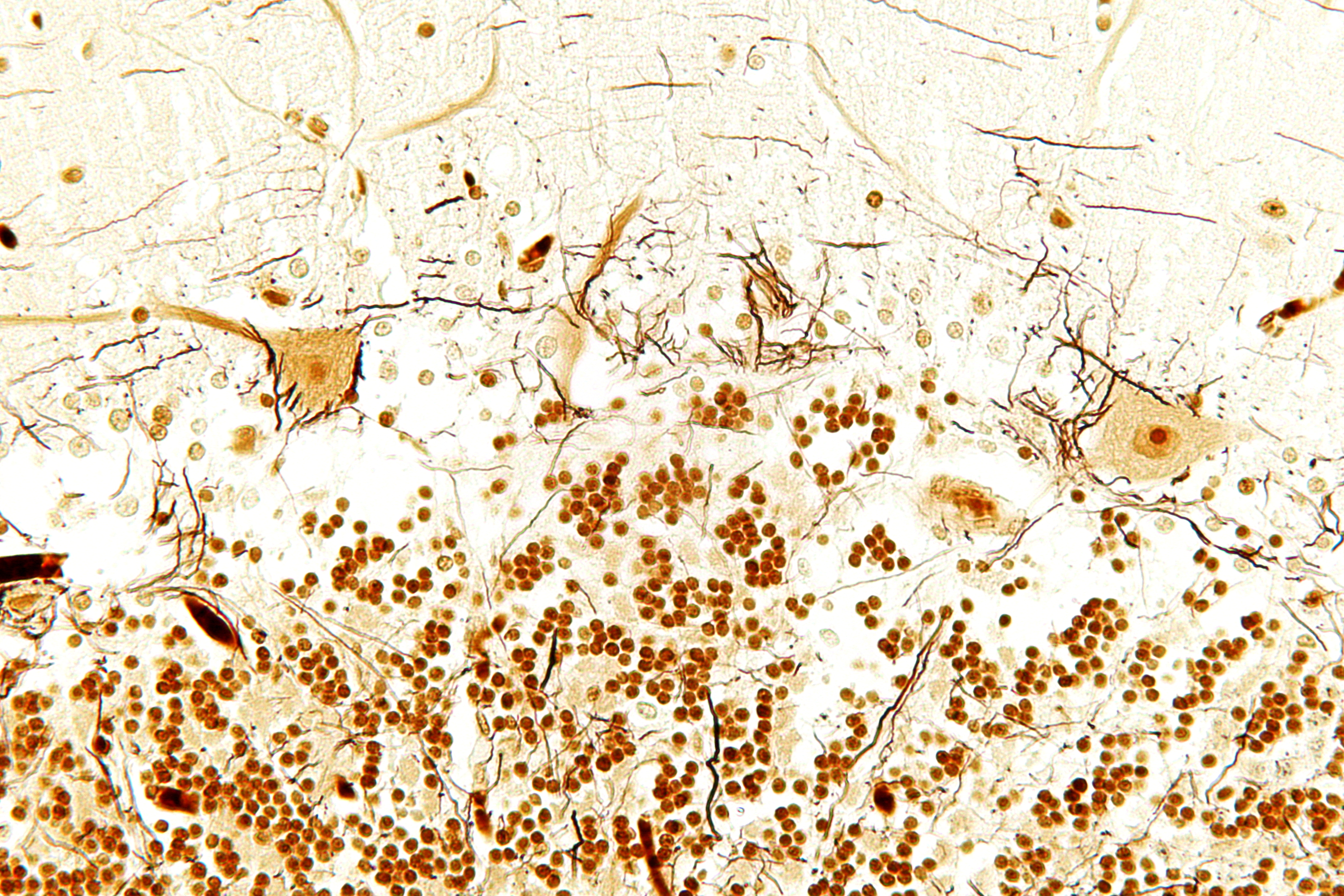
Células de Purkinje. Coloração de Bielschowsky.

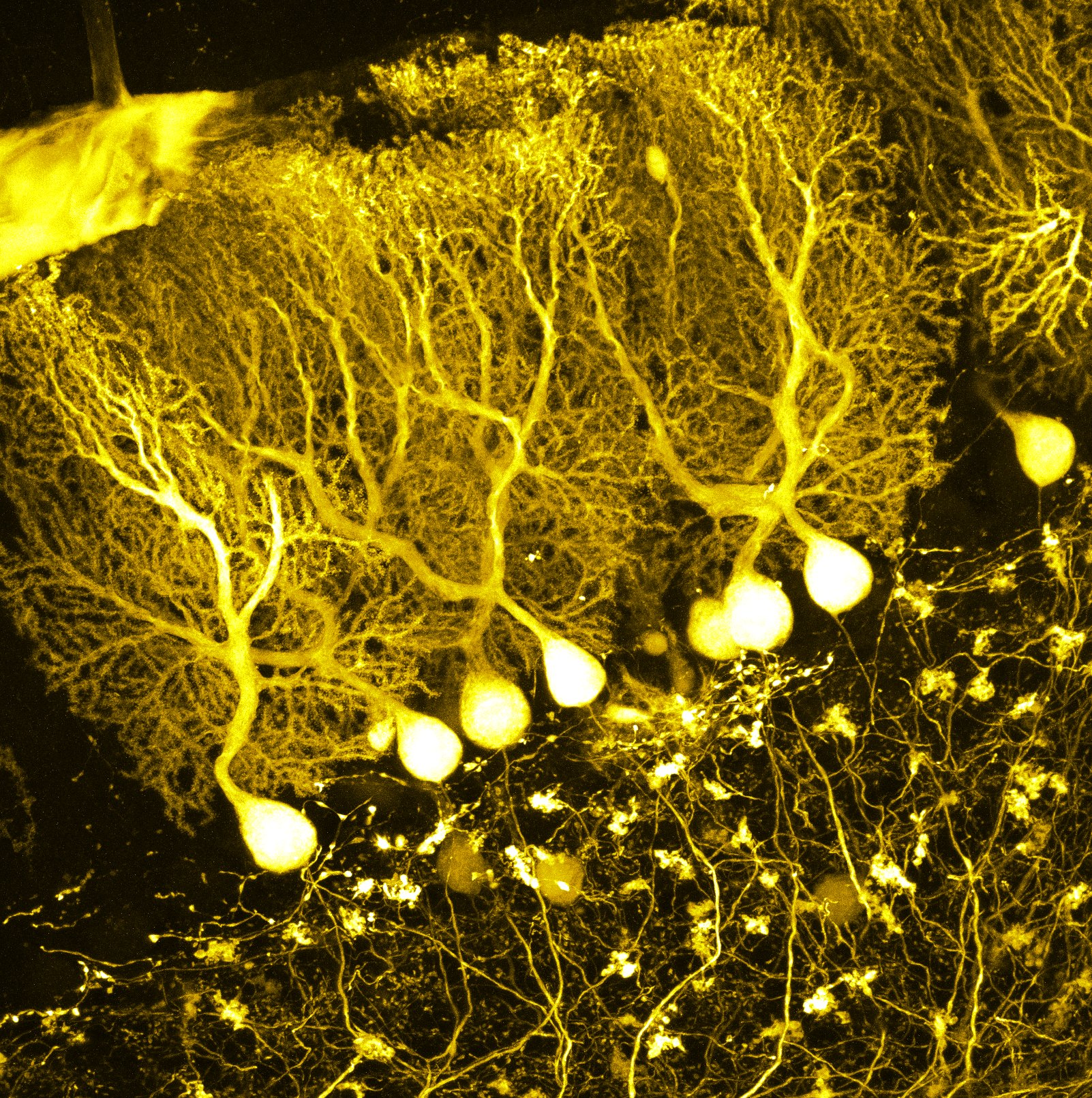
Imagem microscópica confocal de células cerebelares de Purkinje expressando tdTomato

Essas células são alguns dos maiores neurônios do cérebro humano (as células de Betz são as maiores), com uma árvore dendrítica muito elaborada, com um grande número de espinhas dendríticas. As células de Purkinje são encontradas dentro da camada de Purkinje no cerebelo. Elas se alinham como dominós, empilhadas uma na frente da outra. Suas árvores dendríticas formam camadas quase bidimensionais através das quais passam fibras paralelas das camadas mais profundas. Essas fibras paralelas fazem sinapses excitatórias (glutamatérgicas)  com  os dentritos da célula de Purkinje, enquanto as fibras ascendentes originárias do núcleo olivar inferior da medula fornecem uma entrada excitatória muito poderosa para os dendritos proximais e o soma celular. As fibras paralelas passam ortogonalmente através da árvore dendrítica do neurônio de Purkinje, com até 200.000 fibras paralelas formando uma sinapse entre célula-grânulo e célula de Purkinje com uma única célula de Purkinje. Cada célula de Purkinje recebe aproximadamente 500 sinapses de fibras trepadeiras, todas originadas de uma única fibra trepadeira. Tanto as células em cesto quanto as células estreladas (encontradas na camada molecular cerebelar) fornecem entrada inibitória (GABAérgica) para a célula de Purkinje, com células em cesta fazendo sinapse no segmento inicial do axônio da célula de Purkinje e células estreladas nos dendritos.
As células de Purkinje enviam projeções inibitórias para os núcleos cerebelares profundos e constituem a saída única de toda a coordenação motora no córtex cerebelar.

### Molecular
A camada de Purkinje do cerebelo, que contém os corpos celulares das células de Purkinje e da glia de Bergmann, expressando um grande número de genes únicos. Marcadores de genes específicos de Purkinje  foram propostos comparando o transcriptoma de camundongos deficientes de Purkinje com o de camundongos do tipo selvagem. Um exemplo é a proteína 4 da célula de Purkinje (PCP4), que removida em camundongos knockout leva a dificuldades motoras e plasticidade sináptica alterada. A PCP4 acelera tanto a associação quanto a dissociação do cálcio (Ca 2+ ) com a calmodulina (CaM) no citoplasma das células de Purkinje, e sua ausência prejudica a fisiologia desses neurônios.

### Desenvolvimento
A pesquisa embrionária em mamíferos detalhou as origens das células de Purkinje. Durante o desenvolvimento, as células de Purkinje surgem na zona ventricular do tubo neural, o precursor do sistema nervoso no embrião. Todos os neurônios cerebelares derivam do neuroepitélio germinativo da zona ventricular. As células de Purkinje são geradas especificamente a partir de progenitores no neuroepitélio ventricular do primórdio cerebelar embrionário. As primeiras células geradas a partir do primórdio cerebelar formam uma capa sobre uma cavidade em forma de diamante do cérebro em desenvolvimento chamada de quarto ventrículo formando os dois hemisférios cerebelares. As células de Purkinje que se desenvolvem posteriormente são aquelas da seção central do cerebelo chamada vermis. Eles se desenvolvem no primórdio cerebelar que cobre o quarto ventrículo e abaixo de uma região semelhante a uma fissura chamada istmo do cérebro em desenvolvimento. As células de Purkinje migram para a superfície externa do córtex cerebelar e formam a camada de células de Purkinje.
As células de Purkinje nascem durante os primeiros estágios da neurogênese cerebelar. A neurogenina2, juntamente com a neurogenina1, são expressas transitoriamente em domínios restritos do neuroepitélio ventricular durante essa janela de tempo. Esse padrão de distribuição espaço-temporal sugere que as neurogeninas estão envolvidas na especificação de subconjuntos de células de Purkinje fenotipicamente heterogêneos, em última instância responsáveis  pela estrutura da topografia cerebelar.
Há evidências em camundongos e humanos de que as células da medula óssea se fundem ou geram células cerebelares de Purkinje, e é possível que as células da medula óssea, seja por geração direta ou por fusão celular, possam desempenhar um papel no reparo de danos no sistema nervoso central. Outras evidências apontam ainda para a possibilidade de um ancestral comum decélulas-tronco entre os neurônios de Purkinje, oslinfócitos B e as células produtoras de aldosterona do córtex adrenal humano.

## Função

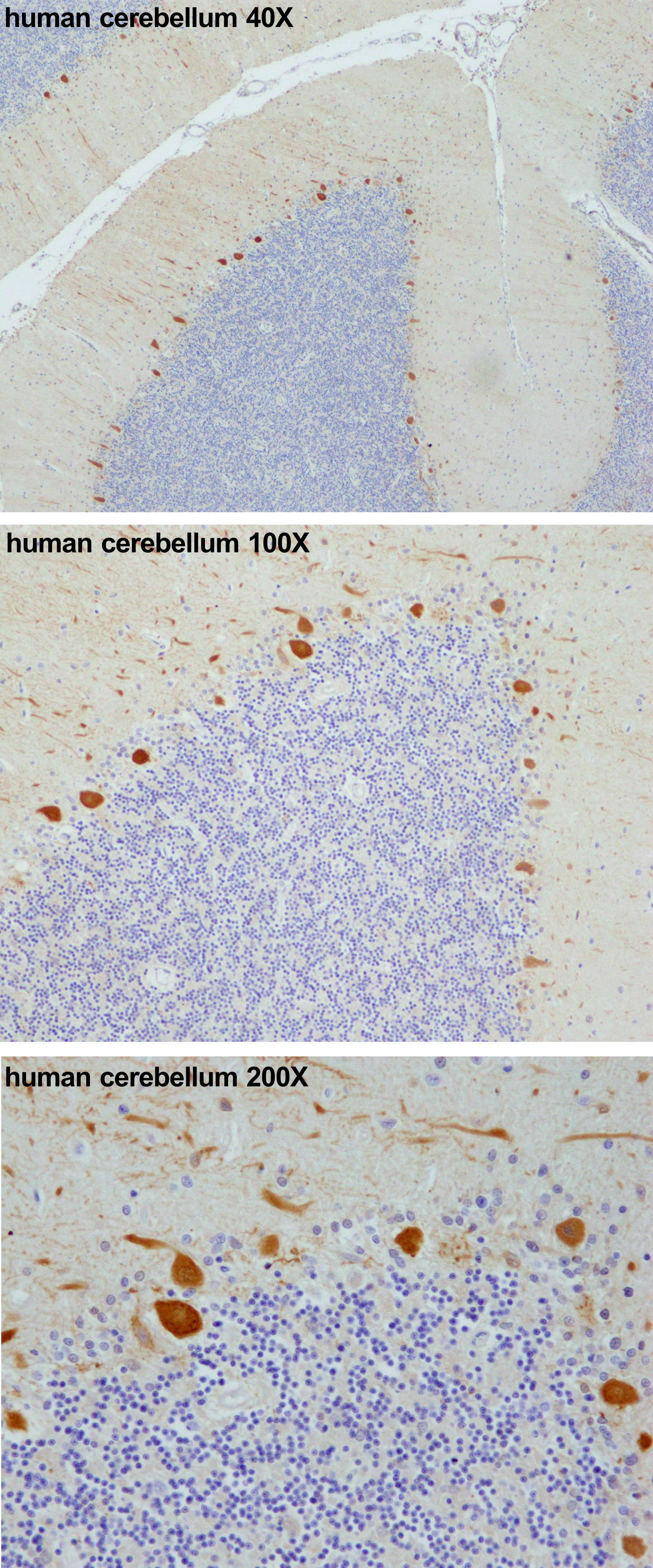
A proteína 4 da célula de Purkinje (PCP4) marcadamente imunorreativa nas células de Purkinje do cerebelo humano. Ampliações microscópicas de 40X, 100X e 200X.

Microcircuitos do cerebelo. As sinapses excitatórias são indicadas por (+) e as sinapses inibitórias por (-).
MF: Fibra musgosa.
DCN: Núcleos cerebelares profundos.
IO: núcleo olivar inferior.
CF: Fibra trepadeira.
GC: célula granular.
PF: Fibra paralela.
PC: célula de Purkinje.
GgC: célula de Golgi.
SC: Célula estrelada.
BC: Célula em cesto.

As células de Purkinje mostram duas formas distintas de atividade eletrofisiológica:
- Picos simples ocorrem em taxas de 17 a 150Hz,[20] espontaneamente ou quando as células de Purkinje são ativadas sinapticamente pelas fibras paralelas, os axônios das células granulares.
- Picos complexos ocorrem em taxas de 1-3 Hz, caracterizados por um pico inicial prolongado de grande amplitude, seguido por uma explosão de alta frequência de potenciais de ação de menor amplitude. Eles são causados pela ativação de fibras trepadeiras e podem envolver a geração de potenciais de ação mediados por cálcio nos dendritos. Após a atividade de picos complexos, picos simples podem ser suprimidos pela poderosa entrada de picos complexos.[21]

As células de Purkinje apresentam atividade eletrofisiológica espontânea na forma de sequências de picos dependentes de sódio e dependentes de cálcio. Isso foi mostrado inicialmente por Rodolfo Llinas. Os canais de cálcio do tipo P receberam o nome de células de Purkinje, onde foram inicialmente encontrados que são cruciais para função cerebelar. Agora sabemos que a ativação da célula de Purkinje pelas fibras de escalada pode mudar sua atividade de um estado quieto para um estado espontaneamente ativo e vice-versa, servindo como uma espécie de chave seletora. Essas descobertas foram contestadas por um estudo sugerindo que tal alternância por fibras de escalada ocorre predominantemente em animais anestesiados e que as células de Purkinje em animais acordados, em geral, operam quase continuamente no estado ativado. Este último estudo foi também contertado e a alternância de células de Purkinje foi observada em gatos acordados. Um modelo computacional da célula de Purkinje mostrou que computações de cálcio intracelular são responsáveis pela alternância.
Alguns resultados sugerem que os dendritos das células de Purkinje liberam endocanabinóides. O modo de atividade intrínseca das células de Purkinje é definido e controlado pela bomba de sódio-potássio. Isso sugere que a bomba pode não ser simplesmente uma molécula homeostática de "limpeza" para gradientes iônicos. Em vez disso, poderia ser um elemento de computação no cerebelo e no cérebro. De fato, uma mutação na bomba de sódio potássio pode levar a parkinsonismo de início rápido; seus sintomas indicam que é uma patologia da computação cerebelar. Além disso, o veneno ouabaína, que bloqueia a bomba, é capaz de induzir ataxia e distonia em ratos . A modelagem numérica de dados experimentais sugere que, in vivo, a bomba produz longas pontuações quiescentes (>> 1 s) para o disparo do neurônio de Purkinje; estes podem ter um papel computacional. O álcool inibe a bomba de sódio-potássio no cerebelo e é provavelmente assim que corrompe a computação cerebelar e a coordenação corporal.

## Significado clínico
Em humanos, as células de Purkinje podem ser danificadas por muitos motivos: exposição tóxica, por exemplo, ao álcool ou lítio; doenças autoimunes; mutações genéticas que causam ataxias espinocerebelares, ataxia do glúten, doença de Unverricht-Lundborg ou autismo; além de doenças neurodegenerativas sem base genética conhecida, como o tipo cerebelar de atrofia de múltiplos sistemas ou ataxias esporádicas.
A ataxia do glúten é uma doença autoimune desencadeada pela ingestão de glúten em indivíduos suceptíveis. Nesses casos, a morte das células de Purkinje como resultado da exposição ao glúten é irreversível. O diagnóstico precoce e o tratamento com dieta isenta de glúten podem melhorar a ataxia e prevenir sua progressão. Menos de 10% das pessoas com ataxia por glúten apresentam algum sintoma gastrointestinal, mas cerca de 40% apresentam danos intestinais. É responsável por 40% das ataxias de origem desconhecida e 15% de todas as ataxias.
A doença neurodegenerativa ataxia espinocerebelar tipo 1 (SCA1) é causada por uma expansão instável de poliglutamina dentro da proteína Ataxina 1 . Este defeito na proteína Ataxina 1 causa comprometimento das mitocôndrias nas células de Purkinje, levando à degeneração prematura das células de Purkinje. Como consequência, a coordenação motora diminui e, eventualmente, ocorre a morte.
Alguns animais domésticos podem desenvolver uma condição em que as células de Purkinje começam a atrofiar logo após o nascimento (abiotrofia cerebelar). A condição pode levar a sintomas como ataxia, tremores intencionais, hiperreatividade, falta de reflexo de ameaça, marcha rígida ou em passos altos, aparente falta de consciência da posição do pé (às vezes em pé ou andando com o pé dobrado) e uma incapacidade geral de determinar o espaço e a distância. Uma condição semelhante conhecida como hipoplasia cerebelar ocorre quando as células de Purkinje não se desenvolvem no útero ou morrem antes do nascimento.
As condições genéticas ataxia telangiectasia e  adoença de Niemann-Pick tipo C, bem como tremor essencial cerebelar, envolvem a perda progressiva de células de Purkinje. Na doença de Alzheimer, às vezes é observada patologia da coluna vertebral, bem como a perda de ramos dendríticos das células de Purkinje. As células de Purkinje também podem ser danificadas pelo vírus da raiva à medida que migra do local da infecção na periferia para o sistema nervoso central.

## Etimologia
As células de Purkinje foram nomeadas em homenagem ao cientista tcheco Jan Evangelista Purkyně, que as descobriu em 1839.